# East Lake (comté de Pinellas, Floride)
East Lake est une census-designated place du comté de Pinellas, dans l'État de Floride, aux États-Unis,. En 2020, elle compte une population de 32 344 habitants.